# Leandro González Gallardo
Leandro González Gallardo (Miraflores de la Sierra, 27 de mayo de 1945) es un alto funcionario de la Administración General del Estado de España.
Licenciado en Derecho por la Universidad Complutense de Madrid, pertenece al Cuerpo Superior de Administradores Civiles del Estado. Ha sido subdirector general de Gastos de Personal Funcionario del Ministerio de Hacienda; inspector general de Servicios de la Administración del Estado y subdirector general de Programación, Acceso y Promoción de Funcionarios.
En 1985 fue nombrado director general de Personal en el Ministerio de Trabajo y Seguridad Social y, posteriormente, director general de la Función Pública. Fue director general de la Fundación General de la Universidad Nacional de Educación a Distancia, y Director de Recursos Humanos de la Sociedad Estatal de Correos y Telégrafos. En 2003 pasó a ocupar el puesto de director de Relaciones Institucionales del Consejo Económico y Social. Desde abril de 2004 a 2008 fue secretario general técnico del Ministerio de Industria, Turismo y Comercio desde 2008 a 2010, subsecretario de Trabajo e Inmigración del Ministerio de Trabajo e Inmigración de España, siendo sustituido por José María de Luxán y desde 2010 hasta 2011 Subsecretario de Sanidad, Política Social e Igualdad.